# 富瓦站
富瓦站是法国的一个铁路车站，位于法国南部城市、阿列日省的省会富瓦。

## 位置
富瓦站位于富瓦市区的北部。车站大致呈南北走向，开口朝东，西侧为阿列日河。
富瓦站每天停靠一班前往巴黎的夜班车，以及多趟前往图卢兹方向的TER列车。

## 停靠线路
以下列车线路在富瓦站停靠：
| 富瓦站列车线路表         |                    |                     |                             |              |
| 线路                     | 车种               | 上一站              | 下一站                      | 大致运行频率 |
| 巴黎—拉图德卡洛勒        | INTERCITÉS de nuit | 帕米耶              | 阿列日河畔塔拉斯空          | 每天1趟      |
| 图卢兹—拉图德卡洛勒      | 法国大区列车       | 瓦里勒              | 阿列日河畔塔拉斯空          | 每天4~5趟    |
| 图卢兹—富瓦/阿克斯雷泰姆 | 法国大区列车       | 瓦里勒/圣让德维尔日 | （终点）/阿列日河畔塔拉斯空 | 每天6~16趟   |
| 1.                       |                    |                     |                             |              |

## 配套交通

### 城际客运
富瓦站对应的大巴车上下车地点位于车站前方的空地上。
阿列日省政府下属的城际客运公司提供前往省内主要市镇的班车，但其中不少线路都是在富瓦城区内上下车。
此外，当某条铁路线施工或罢工时，SNCF也会提供途径该线路沿途站点的大巴车。

### 市内交通
富瓦站对应的公交车站名称为"Gare SNCF"，停靠该站的公交线路包括富瓦公交1路。
此外，从富瓦站出发向南步行大约10分钟即可到达富瓦市中心。

### 社会车辆
富瓦站前方设有露天停车场。

## 临近车站
| 富瓦站（Gare de Foix）         |                          |                    |
| 上行车站                       | 线路                     | 下行车站           |
| 圣让德维尔日站←                | 图卢兹－拉图德卡洛勒铁路 | →塔拉斯空-阿列日站 |
| - 本表仅显示运营中的线路及车站 |                          |                    |